# SN 2011jm
SN 2011jm – supernowa typu Ic, odkryta 24 grudnia 2011 roku w galaktyce NGC 4809. W momencie odkrycia miała maksymalną jasność 14,8m.